# ملفين فولر
ملفين فولر (بالإنجليزية: Melvin Fowler)‏ هو لاعب كرة قدم أمريكية أمريكي، ولد في 31 مارس 1979 في بروكلين في الولايات المتحدة.

## وصلات خارجية
- ملفين فولر على موقع مرجع كرة القدم المحترفة.كوم (الإنجليزية)